# Christian Marquand
Pour les articles homonymes, voir Marquand.
Christian Marquand est un acteur et réalisateur français, né le 15 mars 1927 à Marseille et mort le 22 novembre 2000 à Ivry-sur-Seine.
Il est le frère de la réalisatrice Nadine Trintignant et de l’acteur Serge Marquand.
Il est aussi le beau-frère de Jean-Louis Trintignant, l'oncle de Marie Trintignant et de Vincent Trintignant, et le grand-oncle de Roman Kolinka et de Jules Benchetrit.

## Biographie
Christian Marquand est né à Marseille de Jean Georges Marquand (1904-1992) et de Lucienne Fernande Cornilliat (1906-2006). Ses parents, comédiens, ont eu six enfants dont trois ont suivi un chemin artistique : Lucienne (devenue Nadine Trintignant), Serge et Christian.
Après un premier rôle dans La Belle et la Bête de Jean Cocteau en 1946, il est remarqué dans  Lucrèce Borgia de Christian-Jaque (1953), et mène ensuite dans les années 1950 une carrière de jeune premier du cinéma français. En 1956 Roger Vadim le dirige dans Et Dieu… créa la femme face à Brigitte Bardot.
Il joue le rôle du chef de commando naval Philippe Kieffer dans le film Le Jour le plus long. Ce rôle lui permet de jouer dans d'autres productions américaines telles que Lord Jim et Le Vol du Phœnix. Il refusera un petit rôle dans le film Superman, de Richard Donner, en 1978. En revanche, en 1976, il acceptera d'avoir un rôle dans la super production de Coppola Apocalypse Now Redux. où il tient le rôle du chef de la communauté française dans Apocalypse Now Redux.  
Christian Marquand a réalisé deux films Candy (1968), avec Marlon Brando,  et Les Grands Chemins (1963).
En 1985, il commence à souffrir de la maladie d'Alzheimer et doit abandonner progressivement son métier de comédien ; il met un terme définitif à sa carrière en 1987.

### Vie privée
Christian Marquand épouse l'actrice Tina Aumont le 4 octobre 1963.
De sa liaison avec l'actrice Dominique Sanda naît le 20 avril 1972 un fils, Yann.
Il a été également, de 1949 jusqu'à sa mort en 2000, l'ami de Marlon Brando au point que l'acteur américain a donné à l'un de ses enfants le prénom de Christian, comme l'a d'ailleurs aussi fait Roger Vadim. Une rumeur largement entretenue par les médias et les fantasmes populaires, veut croire que Christian Marquand et Marlon Brando ont entretenu une relation d'amants. Le réalisateur Jean-Pierre Mocky confirme la relation amoureuse entre les deux hommes dans un livre publié en 2015.

## Filmographie

### Acteur

#### Cinéma
- 1946 : La Belle et la Bête, de Jean Cocteau : un laquais (non crédité)
- 1947 : Quai des Orfèvres, d'Henri-Georges Clouzot (non crédité)
- 1951 : La Demoiselle et son revenant de Marc Allégret : un zouave
- 1951 : Les Mains sales, de Fernand Rivers et Simone Berriau : Dimitri
- 1952 : La double méprise de Jean Béranger - court métrage -
- 1953 : Lucrèce Borgia, de Christian-Jaque : Paolo
- 1954 : Senso, de Luchino Visconti : un officier
- 1954 : Attila, fléau de Dieu (Attila), de Pietro Francisci : le chef Hun
- 1954 : Torpilles humaines (Siluri umani), d'Antonio Leonviola et Carlo Lizzani : Paolo
- 1955 : Les Hommes en blanc, de Ralph Habib : Philippon
- 1955 : L'Amant de lady Chatterley, de Marc Allégret : l'amant de Bertha
- 1956 : Impasse des vertus, de Pierre Méré  : Eugène Legrand
- 1956 : Et Dieu… créa la femme, de Roger Vadim : Antoine Tardieu, le beau-frère de Juliette et amant de celle-ci
- 1957 : Sait-on jamais..., de Roger Vadim : Michel Lafaurie
- 1958 : Le Désir mène les hommes, d'Mick Roussel : l'ingénieur Philippe Vincent
- 1958 : Une vie, d'Alexandre Astruc : Julien de Lamare
- 1959 : L'Île du bout du monde, d'Edmond T. Gréville : Patrick
- 1959 : Deux hommes sont arrivés (es) (Llegaron dos hombres), d'Eusebio Fernández Ardavín (es) et Arne Mattsson : Pablo Morales
- 1959 : J'irai cracher sur vos tombes, de Michel Gast : Joe Grant
- 1960 : Tendre et violente Elisabeth, d'Henri Decoin : Claude Walter
- 1960 : La Récréation, de Fabien Collin et François Moreuil : Philippe
- 1960 : I Dolci inganni - Les adolescentes, d'Alberto Lattuada : Enrico
- 1960 : Sergent X, de Bernard Borderie : Michel Rousseau
- 1960 : Cibles vivantes (Altas variedades), de Francisco Rovira Beleta
- 1960 : Schlußakkord, de Wolfgang Liebeneiner : Frank Leroux
- 1961 : Pleins Feux sur l'assassin, de Georges Franju : Yvan
- 1961 : La Proie pour l'ombre, d'Alexandre Astruc : Bruno, l'amant d'Anna
- 1962 : Les Parisiennes, de Michel Boisrond (segment Antonia) : Christian Lénier
- 1962 : Le crime ne paie pas, de Gérard Oury : Louis Aubert
- 1962 : Un chien dans un jeu de quilles, de Fabien Collin : Rodolphe
- 1962 : Le Jour le plus long (The Longest Day), de Ken Annakin, Andrew Marton et Bernhard Wicki : Philippe Kieffer
- 1963 : Les Grands Chemins, de Christian Marquand : le garagiste à Bellecourt
- 1963 : Les Saintes Nitouches, de Pierre Montazel : Steve
- 1964 : La Bonne Soupe, de Robert Thomas : Lucien Volard
- 1964 : Dictionary of Sex (en), de Radley Metzger
- 1964 : Et vint le jour de la vengeance (Behold a Pale Horse), de Fred Zinnemann : Zaganar
- 1965 : Lord Jim, de Richard Brooks : l'officier français
- 1965 : Le Vol du Phénix (The Flight of the Phoenix), de Robert Aldrich : Dr Renaud
- 1967 : Les Corrompus (Die Hölle von Macao), de James Hill et Frank Winterstein : Jay Brandon
- 1967 : La Route de Corinthe, de Claude Chabrol : Robert Ford
- 1972 : Ciao! Manhattan, de John Palmer et David Weisman : un entrepreneur
- 1972 : Heiß und kalt, de Gustav Ehmck
- 1977 : De l'autre côté de minuit (The Other Side of Midnight), de Charles Jarrott : Armand Gautier
- 1977 : Les Apprentis sorciers, d'Edgardo Cozarinsky : Ashe / Bezzerides
- 1979 : Le Maître-nageur, de Jean-Louis Trintignant : Paul Jouriace
- 1979 : Cause toujours... tu m'intéresses !, d'Édouard Molinaro : Georges Julienne
- 1979 : Apocalypse Now, de Francis Ford Coppola (version redux) : Hubert de Marais, le propriétaire de la plantation française
- 1979 : Brigade mondaine : La Secte de Marrakech, d'Eddy Matalon : Père Peter
- 1980 : Je vous aime, de Claude Berri : Victor
- 1981 : Le Choix des armes, d'Alain Corneau : Jean
- 1982 : Chassé-croisé, d'Arielle Dombasle
- 1984 : Emmanuelle 4, de Francis Leroi et Iris Letans : le docteur Santano
- 1985 : L'Été prochain, de Nadine Trintignant : l'homme avec qui dîne Jeanne
- 1985 : Adieu blaireau, de Bob Decout : Victor

#### Télévision
- 1957 : The Gay Cavalier (en), de Lance Comfort et Terence Fisher (série télévisée)
- 1976 : Victoire à Entebbé (Victory at Entebbe), de Marvin J. Chomsky (téléfilm) : le capitaine Dukas
- 1978 : Evening in Byzantium, de Jerry London (téléfilm)
- 1979 : Beggarman, Thief, de Lawrence Doheny (téléfilm) : l'inspector Charboneau
- 1980 : Le Grand Poucet, de Charles-Henri Lambert (téléfilm) : un ogre
- 1981 : Le Beau Monde, de Michel Polac (téléfilm) : Bertrand I
- 1983 : Pablo est mort, de Philippe Lefebvre (téléfilm) : Reboul
- 1986 : Le Tiroir secret, de Michel Boisrond, Roger Gillioz, Édouard Molinaro et Nadine Trintignant (feuilleton TV) : Stanislas
- 1987 : Qui c'est ce garçon ?, de Nadine Trintignant (feuilleton TV) : André

### Réalisateur
- 1963 : Les Grands Chemins
- 1968 : Candy

### Scénariste
- 1963 : Les Grands Chemins

## Théâtre
- 1948 : Les Mains sales de Jean-Paul Sartre, mise en scène Pierre Valde, Théâtre Antoine
- 1949 : Le Roi pêcheur de Julien Gracq, mise en scène Marcel Herrand, Théâtre Montparnasse
- 1950 : Nous avons les mains rouges de Jean Meckert, mise en scène Marcel Cuvelier, Théâtre Verlaine
- 1951 : Anna Karenine de Raymond Rouleau d'après Tolstoï, mise en scène Raymond Rouleau, Théâtre de la Renaissance
- 1951 : La Main de César d'André Roussin, mise en scène de l'auteur, Théâtre des Célestins, Théâtre de Paris